# Курт Берніс
Курт Берніс (нім. Kurt Bernis; 6 січня 1886, Гнезен — 25 квітня 1918, протока Святого Георга) — німецький офіцер-підводник, капітан-лейтенант кайзерліхмаріне.

## Біографія
6 квітня 1904 року вступив на флот. Учасник Першої світової війни. З 11 жовтня 1916 по 4 серпня 1917 року — командир підводного човна SM UC-41, з 1 жовтня 1917 року — SM U-104. 25 квітня 1918 року човен був потоплений в протоці Святого Георгія глибинними бомбами британського шлюпа «Джессамін». 1 член екіпажу вцілів, 41 (включаючи Берніса) загинули.
Всього за час бойових дій потопив 26 кораблів загальною водотоннажністю 34 001 тонну і пошкодив 2 кораблі (1232 тонни)
| Дата           | Назва корабля             | Тип                   | Тоннаж | Вантаж             | Загиблі | Країна             |
| -------------- | ------------------------- | --------------------- | ------ | ------------------ | ------- | ------------------ |
| 1 березня 1917 | Tillycorthie              | Пароплав              | 382    | Вугілля            | 0       | Британська імперія |
| 1 березня 1917 | Orion                     | Пароплав              | 1,354  | Руда               | 19      | Норвегія           |
| 3 березня 1917 | Elfi (пошкоджений)        | Пароплав              | 1,120  | Деревина           |         | Норвегія           |
| 3 березня 1917 | Ring                      | Пароплав              | 998    | Аміачна селітра    | 0       | Норвегія           |
| 13 квітня 1917 | Breadalbane (пошкоджений) | Траулер               | 112    |                    | 2       | Британська імперія |
| 13 квітня 1917 | Stork                     | Траулер               | 152    |                    | 0       | Британська імперія |
| 16 квітня 1917 | Lord Chancellor           | Вітрильник            | 135    |                    | 0       | Британська імперія |
| 17 квітня 1917 | U.s.a.                    | Вітрильник            | 182    |                    | 0       | Британська імперія |
| 18 квітня 1917 | John S. Boyle             | Вітрильник            | 143    |                    | 0       | Британська імперія |
| 18 квітня 1917 | Rameses                   | Вітрильник            | 155    |                    | 0       | Британська імперія |
| 20 квітня 1917 | Ballochbuie               | Пароплав              | 921    | Баласт             | 3       | Британська імперія |
| 20 квітня 1917 | Othonna                   | Траулер ВМС           | 180    |                    | 9       | Британська імперія |
| 20 квітня 1917 | Ringholm                  | Пароплав              | 705    | Аміачна селітра    | 0       | Норвегія           |
| 22 квітня 1917 | Godø                      | Пароплав              | 870    | Пиломатеріали      | 0       | Норвегія           |
| 23 квітня 1917 | Stegg                     | Пароплав              | 463    | Кріпильні стояки   | 1       | Норвегія           |
| 26 квітня 1917 | Repro                     | Траулер ВМС           | 230    |                    | 13      | Британська імперія |
| 11 червня 1917 | Breid                     | Пароплав              | 1,062  | Кріпильні стояки   | 0       | Норвегія           |
| 16 липня 1917  | Valentia                  | Пароплав              | 3,242  | Генеральні вантажі | 3       | Британська імперія |
| 25 липня 1917  | Oakleaf                   | Танкер                | 8,106  | Баласт             | 0       | Британська імперія |
| 26 жовтня 1917 | Sapele                    | Пароплав              | 4,366  | Генеральні вантажі | 3       | Британська імперія |
| 15 грудня 1917 | Maidag                    | Пароплав              | 1,253  | Вугілля            | 3       | Норвегія           |
| 21 грудня 1917 | Spro                      | Пароплав              | 1,507  | Вугілля            | 12      | Норвегія           |
| 25 грудня 1917 | Ajax                      | Пароплав              | 1,018  | Залізна руда       | 11      | Данія              |
| 2 березня 1918 | Kenmare                   | Пасажирський пароплав | 1,330  | Генеральні вантажі | 29      | Британська імперія |
| 12 квітня 1918 | Njaal                     | Вітрильник            | 578    | Вугілля            |         | Російська імперія  |
| 16 квітня 1918 | Widwud                    | Вітрильник            | 299    |                    |         | Російська імперія  |
| 20 квітня 1918 | Lowther Range             | Пароплав              | 3,926  | Залізна руда       | 0       | Британська імперія |
| 22 квітня 1918 | Fern                      | Пароплав              | 444    | Генеральні вантажі | 13      | Британська імперія |

## Звання
- Морський кадет (6 квітня 1904)
- Фенріх-цур-зее (11 квітня 1905)
- Лейтенант-цур-зее (28 вересня 1907)
- Оберлейтенант-цур-зее (22 березня 1910)
- Капітан-лейтенант (17 жовтня 1915)

## Нагороди
- Залізний хрест 2-го і 1-го класу